# Alpin kornlöpare
Alpin kornlöpare (Amara alpina) är en skalbaggsart som beskrevs av Gustaf von Paykull. Alpin kornlöpare ingår i släktet Amara och familjen jordlöpare. Arten är reproducerande i Sverige. Inga underarter finns listade i Catalogue of Life.